# Monika Stefanowicz

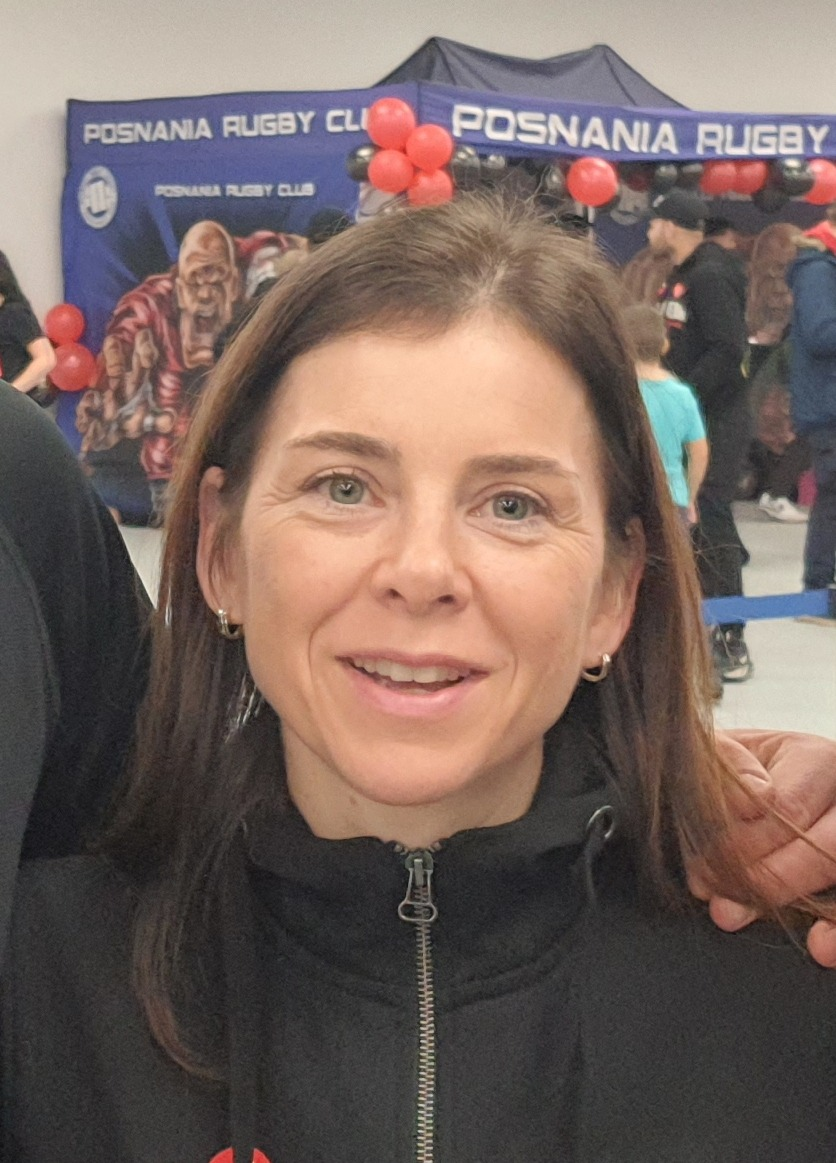
Monika Stefanowicz

Monika Stefanowicz (* 15. Mai 1980 in Wągrowiec als Monika Drybulska) ist eine polnische Marathonläuferin.
2002 errang sie als Zweite des Piła-Halbmarathons den polnischen Meistertitel über diese Distanz.
2003 wurde sie Zweite des Dębno-Marathons und stellte beim Berlin-Marathon als Sechste mit 2:29:57 ihre persönliche Bestzeit auf. 2004 wurde sie als Gesamtsiegerin des Dębno-Marathons mit 2:33:27 polnische Marathonmeisterin und qualifizierte sich somit für den Marathon der Olympischen Spiele in Athen, bei dem sie allerdings nicht das Ziel erreichte. 2005 wurde sie Zehnte beim Nagoya-Marathon und 2006 Dritte beim Berlin-Marathon.
2008 gewann sie erneut als Gesamtsiegerin in Dębno den polnischen Meistertitel. Bei den Olympischen Spielen in Peking belegte sie den 24. Platz.
Monika Stefanowicz ist 1,60 m groß und wiegt 46 kg. Sie wird von Grzegorz Gajdus trainiert und startet für WKS Grunwald Poznań.

## Persönliche Bestzeiten
- 5000 m: 16:02,62 min, 20. Juli 2002, Stettin
- 10.000 m: 33:33,17 min, 17. August 2002, Białogard
- Halbmarathon: 1:13:34 h, 8. September 2002, Piła
- Marathon: 2:29:57 h, 28. September 2003, Berlin